# Porzana albicollis
Porzana albicollis là một loài chim trong họ Rallidae.